# August Winding
Henrik August Winding (født 24. marts 1835 i Tårs på Lolland, død 16. juni 1899 i København) var en dansk pianist og komponist.
Fra sit fjerde år fik Winding undervisning i klaverspil af sin mor og senere af sin far. Fra 1847 undervisning af Carl Reinecke og de tre næste år af Anton Rée; deres teknik har haft en stor indflydelse på Windings spil. Komposition lærte han af sin senere svoger Niels W. Gade. I 1855 blev han student, og året efter rejste han til Leipzig og Prag, hvor han studerede hos den bekendte pianist Alexander Dreyschock. Efter sin hjemkomst blev han Musikforeningens yndling som klaverspiller, og både her og ved mange andre koncerter beundredes han som en fin og åndfuld fortolker af klassikerne. Hans udførelse af Beethovens klaverkoncert i G-dur var eminent. Winding var en fremragende klaverspiller, den betydeligste af alle danske på hans tid.
Også som en inspirerende lærer skattedes han højt, så vel i Musikkonservatoriet, hvor han var ansat fra dets begyndelse 1867, som af talrige private elever. Winding var meget gode venner med Edvard Grieg. I 1870 rejste de sammen til Rom. En nervøs lidelse i den ene arm, fremkaldt ved overanstrengelse i foråret 1872, standsede hans virksomhed i flere år; sit ufrivillige otium benyttede han til at fortsætte sine kompositioner, opmuntret hertil af Gade. Fra 1881 optog han igen sin lærergerning ved konservatoriet og blev efter Gades død medlem af bestyrelsen. Da han ved den skandinaviske musikfest 1888 atter høres som klaverspiller, modtog han et sympatisk bifald, men han var blevet forsigtig og optrådte herefter sjældnere. Dog hørtes han endnu i februar 1899, samme år som han pludselig døde.
Hans efterladte hustru, Clara Johanne Frederikke (født 1839), hvem han havde ægtet i 1864, var en datter af J.P.E. Hartmann og komponerede selv lidt. Børnene var Ingeborg (1871-1908), malerinde, og Poul Andreas (1877-1966), violinist. Hans børnebørn (mor, Ingeborg Winding) var mor til de velkendte arkitekter Flemming Lassen og Mogens Lassen. Af Windings over 60 kompositioner er: Symfoni (opus 39), Symfoni (1858/59), Nordisk Ouverture (opus 7), Violinkoncert (opus 11), Klaverkoncert (opus 16), Strygekvintet (opus 23), Pindsehymne, Concertouverture, Klaverkvartet (opus 17), – spillet af ham med bifald blandt andet i Leipzig, da han 1869 rejste på Det anckerske Legat, – 2 violinsonater, 1. akt af balletten Fjeldstuen (opført 1859), som han komponerede sammen med hans senere svoger Emil Hartmann, mm. Desuden flere hæfter vokalmusik, men hovedparten af hans produktion er dog en mængde klaverværker. Han er skaberen af adskillige folkesange og salmemelodier, herunder melodien til den berømte morgensalme Den mørke nat forgangen er.
1890 blev han Ridder af Dannebrog. 1892 hædredes han med professortitlen og fast statsunderstøttelse.
Han er begravet på Søllerød Kirkegård.